# داكوتا لين
داكوتا لين (بالإنجليزية: Dakota Lane)‏ (1959، بروكلين في الولايات المتحدة)؛ كاتِبة، كاتبة للأطفال وروائية أمريكية.